# Everyone I Have Ever Slept With 1963–1995
Everyone I Have Ever Slept With 1963-1995, även känt under namnet "The Tent", var namnet på ett installationskonstverk skapat av Tracey Emin. Verket, som snabbt blev berömt, bestod av ett tält där Emin applicerat namnen på alla som hon bokstavligt talat delat säng med (dock inte alltid på ett sexuellt plan). Det ägdes av Charles Saatchi men förstördes 2004 i en stor lagerlokalsbrand i London. Emin har sedan dess vägrat att återskapa det. 